# 26891 Джонбатлер
26891 Джонбатлер (26891 Johnbutler) — астероїд головного поясу, відкритий 7 лютого 1995 року.
Тіссеранів параметр щодо Юпітера — 3,855.